# Ипхи
Ипхи (груз. იფხი) — село в Грузии, на территории Местийского муниципалитета края (мхаре) Самегрело-Верхняя Сванетия.

## География
Село находится в северо-западной части Грузии, к северу от реки Ингури, на расстоянии приблизительно 8 километров (по прямой) к юго-западу от посёлка городского типа Местиа, административного центра муниципалитета. Абсолютная высота — 1638 метров над уровнем моря.

## Население
По результатам официальной переписи населения 2014 года в Ипхи проживало 35 человек (19 мужчин и 16 женщин). В национальной структуре населения грузины составляли 100 %.
| Год  | Население, человек |
| ---- | ------------------ |
| 2002 | 135                |
| 2014 | ↘ 35               |